# 史蒂芬·戴尔·坦克斯利
史蒂芬·戴尔·坦克斯利（英語：Steven Dale Tanksley，1959年7月18日—）是一位美国农业生物学家，专攻植物基因育种，测得了最早的土豆和大米的基因图谱，康奈尔大学农业与生命科学学院教授，2004年获得沃爾夫農業獎，2016年获得日本国际奖。